# Eremogone insignis
Eremogone insignis là loài thực vật có hoa thuộc họ Cẩm chướng. Loài này được (Litv.) Ikonn. mô tả khoa học đầu tiên năm 1990.